# 第二次義大利—衣索比亞戰爭
第二次意大利-埃塞俄比亚战争是由義大利于1935年10月3日发起的入侵埃塞俄比亚的军事行动。義大利以1934年12月一次意属索马里与埃塞俄比亚的边界冲突为借口，拒绝衣索比亞的所有和解请求，大举入侵埃塞俄比亚。战争一共进行了約7个月，以埃塞俄比亚被军事占领及并入意属东非告终。
由于意大利相对拥有明显的军事优势，并且违反於1925年签署的《日内瓦协议》使用芥子毒气，埃塞俄比亚军队迅速溃败，首都亚的斯亚贝巴于1936年5月5日被意大利军队占领，皇帝海尔·塞拉西一世流亡英国，5月7日意大利国王维托里奥·埃马努埃莱三世宣布吞并埃塞俄比亚帝国使之成为義大利王國的一部分。

## 起因
1922年墨索里尼上台後希望擴張領土，獨霸地中海，重新瓜分東非和北非的英、法殖民地。1929年的大蕭條嚴重衝擊了意大利，墨索裡尼斷定殖民地擴張是減輕國內經濟壓力所必需的办法，進而走向了擴張的道路。首先他希望先吞併阿比西尼亞，但想達到目的，必先得到英、法默許。英、法最終對義大利的行為採取綏靖政策，使意大利得以成功侵占埃塞俄比亚。
法國當時急於拉攏意大利對抗德國，對侵略計畫採取縱容的態度，1935年1月7日墨索里尼與法國外長皮埃爾·賴伐爾簽署了《法協定》。而英國則擔心意大利此舉可能動搖其在東非、埃及和蘇丹的統治，所以起初持反對態度。但最後英國認為和意大利開戰的風險太大並認為犧牲阿比西尼亞可以令墨索里尼不和德國結盟，最終給意大利暗示，不會干預侵略行動。
墨索里尼認為時機已成熟，便於1935年10月3日發動了侵略戰爭。

## 經過

1935年至1936年2月意軍進展

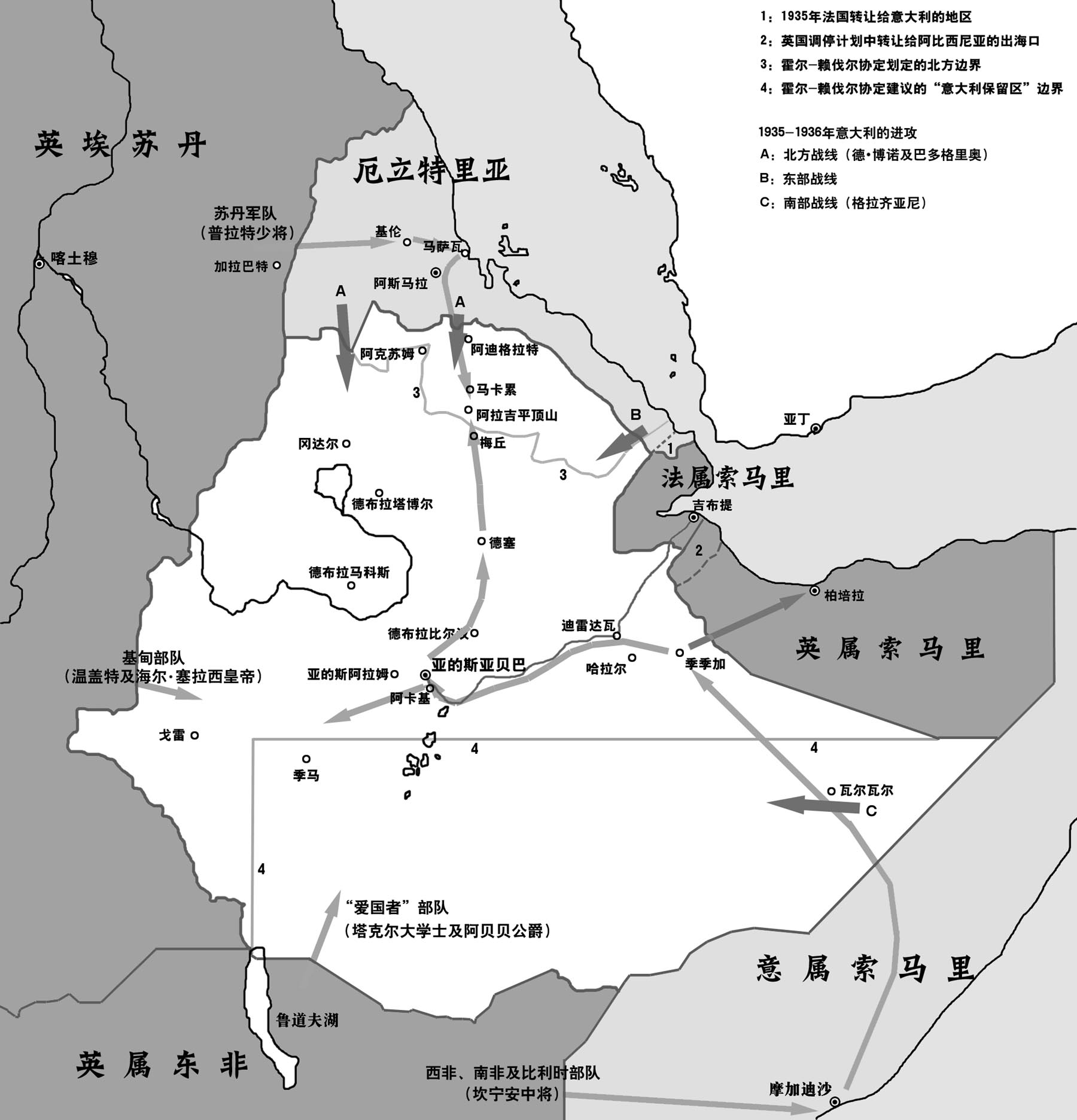
第二次世界大战中的埃塞俄比亚

義大利入侵獨立的非洲王國阿比西尼亞，以东北非義军总司令E·德博诺将军为总指挥，分北、中、南三路进攻埃塞俄比亚，其中北路军为主力；同年11月16日由P·巴多利奥接任元帅。衣军总数约450,000人—500,000人，雖然已經不如第一次入侵時輝煌，但衣索比亞軍的人數仍相當具有規模，對保衛國家的意志與傳統相當堅決，與其他非洲國家相比有不錯的軍事實力，並不像坊間謠傳的一樣落後；但開戰後，衣军仍然無力阻擋裝備與素質相對先進精良的意大利部隊。5月5日義军攻陷埃塞俄比亚首都亚的斯亚贝巴，9日墨索里尼宣布将埃塞俄比亚领土并入意大利王国。

## 結果

1936年2月至5月意軍進展

1936年5月在經過一場長達7個月的戰役之後，阿比西尼亞被征服，皇帝海尔·塞拉西一世被迫流亡英國。英法操縱國聯對義經濟制裁，但拒絕實施兩項重要措施，即禁運石油和封鎖蘇伊士運河。

## 影響
埃塞俄比亞被意大利佔領，至1941年，埃塞俄比亞和盟軍共同擊敗了意大利侵略軍，埃塞俄比亞才恢复獨立。

## 备注
1. ↑  Angelo Del Boca, The Ethiopian War 1935–1941 (1965), cites a 1945 memorandum from Ethiopia to the Conference of Prime Ministers, which tallies 760,300 natives dead; of them, battle deaths: 275,000, hunger among refugees: 300,000, patriots killed during occupation: 75,000, concentration camps: 35,000, Feb. 1937 massacre: 30,000, executions: 24,000, civilians killed by air force: 17,800.[7] Secondary Wars and Atrocities of the Twentieth Century